# Canadian Cardiovascular Society
De Canadian Cardiovascular Society (CCS) is een organisatie van artsen en wetenschappers op het gebied van de hart- en vaatziekten in Canada. Het officiële tijdschrift van de CCS is het Canadian Journal of Cardiology.